# Joke Buysschaert
Joke Buysschaert, née le 13 avril 1981 , est une judokate belge qui évolue dans la catégorie des moins de 78 kg (poids mi-lourds). 

## Palmarès
Joke Buysschaert a fait plusieurs podiums dans des tournois internationaux, ainsi qu'une cinquième place à la World Cup de Tampere en Finlande.

Elle a été championne de Belgique en 2004 :
| Chpt de Belgique | Chpt de Belgique | 2000 | 2001 | 2002 | 2003 | 2004 | 2005 | 2006 | 2007 | 2008 | 2009 |
| ---------------- | ---------------- | ---- | ---- | ---- | ---- | ---- | ---- | ---- | ---- | ---- | ---- |
| poids moyens     | -70 kg           | 3e   |      |      |      |      |      | 3e   |      |      |      |
| mi-lourds        | -78 kg           |      | -    | 3e   | 2e   | 1er  | 2e   |      | 3e   | 2e   | 2e   |